# SM UC-46
SM UC-46 – niemiecki podwodny stawiacz min z okresu I wojny światowej, jedna z 64 zbudowanych jednostek typu UC II. Zwodowany 15 lipca 1916 roku w stoczni AG Weser w Bremie, został przyjęty do służby w Kaiserliche Marine 15 września 1916 roku. W czasie służby operacyjnej w składzie Flotylli Flandria okręt odbył cztery patrole bojowe, w wyniku których zatonęło 10 jednostek o łącznej pojemności 10 621 BRT, a trzy statki o łącznej pojemności 18 836 BRT zostały uszkodzone. SM UC-46 został zatopiony wraz z całą załogą 8 lutego 1917 roku u wejścia do Cieśniny Kaletańskiej, staranowany przez brytyjski niszczyciel HMS „Liberty”.

## Projekt i budowa
Sukcesy pierwszych niemieckich podwodnych stawiaczy min typu UC I, a także niedostatki tej konstrukcji, skłoniły dowództwo Cesarskiej Marynarki Wojennej z admirałem von Tirpitzem na czele do działań mających na celu budowę nowego, znacznie większego i doskonalszego typu minowych okrętów podwodnych. Opracowany latem 1915 roku projekt okrętu, oznaczonego później jako typ UC II, tworzony był równolegle z projektem przybrzeżnego torpedowego okrętu podwodnego typu UB II. Głównymi zmianami w stosunku do poprzedniej serii były: instalacja wyrzutni torpedowych i działa pokładowego, zwiększenie mocy i niezawodności siłowni, oraz wzrost prędkości i zasięgu jednostki, kosztem rezygnacji z możliwości łatwego transportu kolejowego (ze względu na powiększone rozmiary).
SM UC-46 zamówiony został 20 listopada 1915 roku jako jednostka z II serii okrętów typu UC II (numer projektu 41 nadany przez Inspektorat U-Bootów), w ramach wojennego programu rozbudowy floty . Został zbudowany w stoczni AG Weser w Bremie jako jeden z trzech okrętów II serii zamówionych w tej wytwórni. UC-46 otrzymał numer stoczniowy 256 (Werk 256)  . Stępkę okrętu położono 1 lutego 1916 roku , a zwodowany został 15 lipca 1916 roku.

## Dane taktyczno-techniczne
SM UC-46 był średniej wielkości przybrzeżnym okrętem podwodnym o konstrukcji dwukadłubowej. Długość całkowita wynosiła 51,85 metra, szerokość 5,22 metra i zanurzenie 3,67 metra . Wykonany ze stali kadłub sztywny miał 39,3 metra długości i 3,61 metra szerokości, a wysokość (od stępki do szczytu kiosku) wynosiła 7,46 metra . Wyporność w położeniu nawodnym wynosiła 420 ton, a w zanurzeniu 502 tony. Jednostka miała wysoki, ostry dziób przystosowany do przecinania sieci przeciwpodwodnych; do jej wnętrza prowadziły trzy luki: pierwszy przed kioskiem, drugi w kiosku, a ostatni w części rufowej, prowadzący do maszynowni . Cylindryczny kiosk miał średnicę 1,4 metra i wysokość 1,8 metra, obudowany był opływową osłoną . Okręt napędzany był na powierzchni przez dwa 6-cylindrowe, czterosuwowe silniki wysokoprężne MAN S6V26/36 o łącznej mocy 600 KM, a pod wodą poruszał się dzięki dwóm silnikom elektrycznym SSW o łącznej mocy 460 KM . Dwa wały napędowe obracały dwie śruby wykonane z brązu manganowego (o średnicy 1,9 metra i skoku 0,9 metra) . Okręt osiągał prędkość 11,7 węzła na powierzchni i 6,9 węzła w zanurzeniu . Zasięg wynosił 7280 Mm przy prędkości 7 węzłów w położeniu nawodnym oraz 54 Mm przy prędkości 4 węzłów pod wodą . Zbiorniki mieściły 41 ton paliwa , a energia elektryczna magazynowana była w dwóch bateriach akumulatorów 26 MAS po 62 ogniwa, zlokalizowanych pod przednim i tylnym pomieszczeniem mieszkalnym załogi. Okręt miał siedem zewnętrznych zbiorników balastowych . Dopuszczalna głębokość zanurzenia wynosiła 50 metrów , a czas wykonania manewru zanurzenia 40 sekund.
Głównym uzbrojeniem okrętu było 18 min kotwicznych typu UC/200 w sześciu skośnych szybach minowych o średnicy 100 cm, usytuowanych w podwyższonej części dziobowej jeden za drugim w osi symetrii okrętu, pod kątem do tyłu (sposób stawiania – „pod siebie”). Układ ten powodował, że miny trzeba było stawiać na zaplanowanej przed rejsem głębokości, gdyż na morzu nie było do nich dostępu (co znacznie zmniejszało skuteczność okrętów). Wyposażenie uzupełniały dwie zewnętrzne wyrzutnie torped kalibru 500 mm (umiejscowione powyżej linii wodnej na dziobie, po obu stronach szybów minowych), jedna wewnętrzna wyrzutnia torped kal. 500 mm na rufie (z łącznym zapasem 7 torped) oraz umieszczone przed kioskiem działo pokładowe kal. 88 mm L/30, z zapasem amunicji wynoszącym 130 naboi . Okręt wyposażony był w dwa peryskopy Zeissa: wachtowy i bojowy oraz radiostację z podnoszonym masztem o wysokości 10 metrów. Wyposażenie uzupełniała kotwica grzybkowa o masie 272 kg .
Załoga okrętu składała się z 3 oficerów oraz 23 podoficerów i marynarzy.

## Służba

### 1916 rok
15 września 1916 roku SM UC-46 został przyjęty do służby w Cesarskiej Marynarce Wojennej . Dowództwo jednostki objął por. mar. (niem. Oberleutnant zur See) Friedrich Moecke . Po okresie szkolenia okręt został 29 listopada 1916 roku przydzielony do Flotylli Flandria .
19 grudnia UC-46 wypłynął na operację bojową. 21 grudnia na postawioną wcześniej przez U-Boota minę wszedł zbudowany w 1913 roku norweski parowiec „Modig” o pojemności 1704 BRT, transportujący węgiel z Newcastle upon Tyne do Rouen. Statek zatonął bez strat w ludziach w odległości 15 Mm na południowy wschód od latarni morskiej Flamborough (na pozycji 53°56′N 0°13′E/53,933333 0,216667) . Dwa dni później więcej szczęścia miał pochodzący z 1893 roku brytyjski parowiec „William Middleton” (2543 BRT), płynący pod balastem z Boulogne-sur-Mer do Dublina, który bez strat w załodze doznał uszkodzeń i został osadzony na brzegu w odległości 4 Mm na północny zachód od wyspy Lundy . 24 grudnia uszkodzeń doznał również zbudowany w 1908 roku brytyjski zbiornikowiec „Paul Paix” o pojemności 4196 BRT, płynący pod balastem z Dunkierki do Swansea. Statek wpłynął na postawioną przez okręt podwodny minę nieopodal portu przeznaczenia, a na jego pokładzie nikt nie zginął . 26 grudnia lista wojennych osiągnięć U-Boota powiększyła się o trzy pozycje: u wybrzeży Pembrokeshire został zatrzymany i po zdjęciu załogi zatopiony przy pomocy ładunków wybuchowych zbudowany w 1901 roku brytyjski szkuner „Agnes” (99 BRT), płynący z ładunkiem owsa z Waterford do Gloucester  . Ten sam los spotkał też pochodzący z 1901 roku belgijski trawler „Neptune” (199 BRT), który bez strat w załodze został zatopiony w pobliżu latarni Smalls . Ostatnią tego dnia ofiarą działalności UC-46 został zbudowany w 1913 roku francuski trzymasztowy drewniany szkuner „Saint Louis” (184 BRT), przewożący węgiel ze Swansea do Bordeaux, który zatonął na minie na pozycji 51°30′30″N 3°58′58″W/51,508333 -3,982778 . 30 grudnia u wybrzeży Finistère został zatopiony zbudowany w 1891 roku grecki parowiec „Sappho” o pojemności 2087 BRT, płynący z ładunkiem nasion bawełny z Aleksandrii do Kingston upon Hull (na pozycji 48°45′N 4°40′W/48,750000 -4,666667, nikt nie zginął) . Ostatnim osiągnięciem rejsu było zatopienie 1 stycznia 1917 roku w odległości 10 Mm na północny zachód od Ouessant zbudowanego w 1879 roku szwedzkiego parowca „Goosebridge” (1886 BRT), płynącego z ładunkiem węgla na trasie Port Talbot – Saint-Nazaire (na pozycji 48°39′N 5°13′W/48,650000 -5,216667) .

### 1917 rok
25 stycznia 1917 roku okręt wyszedł na kolejną operację bojową na wody kanału La Manche. Z dniem 1 lutego, rozkazem szefa sztabu admiralicji niemieckiej z 12 stycznia tego roku, U-Booty należące do czterech flotylli Hochseeflotte, Flotylli Flandria i Flotylli Pola rozpoczęły nieograniczoną wojnę podwodną. Tego dnia UC-46 storpedował zbudowany w 1900 roku holenderski parowiec „Gamma” (2115 BRT), transportujący siemię lniane z Nowego Jorku do Amsterdamu. Do zdarzenia doszło w pobliżu Land’s End (na pozycji 51°08′N 6°56′W/51,133333 -6,933333) . 2 lutego w odległości 100 Mm na południe od Kinsale okręt zatrzymał i po zdjęciu załogi zatopił za pomocą ładunków wybuchowych pochodzącą z 1892 roku brytyjską fregatę ze stalowym kadłubem „Isle Of Arran” (1918 BRT), przewożącą ładunek kukurydzy z Buenos Aires do Hawru (na pozycji 50°15′N 7°05′W/50,250000 -7,083333, bez strat w ludziach)  . 4 lutego 1917 roku ten sam los spotkał zbudowany w 1905 roku francuski drewniany szkuner „Marthe” o pojemności 154 BRT, przewożący ładunek soli z Lizbony do Dunkierki. Do zatopienia doszło w odległości 18 Mm na południowy wschód od archipelagu Scilly (na pozycji 49°42′N 6°00′W/49,700000 -6,000000, z załogi nikt nie poniósł śmierci) . Następnego dnia UC-46 storpedował 3 Mm na południowy zachód od Start Point zbudowany w 1911 roku duży parowiec pasażerski „Argyllshire” o pojemności 12 097 BRT, płynący z Londynu do Barry. Statek został uszkodzony, a na jego pokładzie nikt nie zginął . 6 lutego na postawionej przez U-Boota minie zatonął zbudowany w 1914 roku brytyjski uzbrojony trawler HMT „Longset” (275 BRT). Do zdarzenia doszło nieopodal Barry, a śmierć poniosło ośmiu załogantów .
8 lutego 1917 roku SM UC-46 został zatopiony wraz z całą, liczącą 23 osoby załogą u wejścia do Cieśniny Kaletańskiej, staranowany przez brytyjski niszczyciel HMS „Liberty” (na pozycji 51°07′N 1°39′E/51,116667 1,650000) .

### Podsumowanie działalności bojowej
SM UC-46 odbył cztery rejsy operacyjne, w wyniku których zatonęło 10 jednostek o łącznej pojemności 10 621 BRT, a trzy statki o łącznej pojemności 18 836 BRT zostały uszkodzone . Pełne zestawienie zadanych przez niego strat przedstawia poniższa tabela :
| Data            | Nazwa               | Państwo          | Tonaż       | Los jednostki |
| --------------- | ------------------- | ---------------- | ----------- | ------------- |
| 21 grudnia 1916 | „Modig”             | Norwegia         | 1904        | zatopiony     |
| 23 grudnia 1916 | „William Middleton” | Wielka Brytania  | 2543        | uszkodzony    |
| 24 grudnia 1916 | „Paul Paix”         | Wielka Brytania  | 4196        | uszkodzony    |
| 26 grudnia 1916 | „Agnes”             | Wielka Brytania  | 99          | zatopiony     |
| 26 grudnia 1916 | „Neptune”           | Belgia           | 199         | zatopiony     |
| 26 grudnia 1916 | „Saint Louis”       | Francja          | 184         | zatopiony     |
| 30 grudnia 1916 | „Sappho”            | Królestwo Grecji | 2087        | zatopiony     |
| 1 stycznia 1917 | „Goosebridge”       | Szwecja          | 1886        | zatopiony     |
| 1 lutego 1917   | „Gamma”             | Holandia         | 2115        | zatopiony     |
| 2 lutego 1917   | „Isle Of Arran”     | Wielka Brytania  | 1918        | zatopiony     |
| 4 lutego 1917   | „Marthe”            | Francja          | 154         | zatopiony     |
| 5 lutego 1917   | „Argyllshire”       | Wielka Brytania  | 12 097      | uszkodzony    |
| 6 lutego 1917   | HMT „Longset”       | Royal Navy       | 275         | zatopiony     |
| RAZEM           | RAZEM               | zatopione:       | zatopione:  | 10            |
| RAZEM           | RAZEM               | uszkodzone:      | uszkodzone: | 3             |